# Йорк, Кэтлин
Кэ́тлин «Бирд» Йорк (англ. Kathleen "Bird" York; род. XX век, Лос-Анджелес, Калифорния) — американская актриса, певица, автор песен и композитор, номинант на премию «Оскар» (2006) в категории «Лучшая песня к фильму» за песню «In the Deep» из фильма «Столкновение».
Кэтлин Йорк родилась в Лос-Анджелесе, штат Калифорния, но выросла в Чикаго. В пятнадцатилетнем возрасте она оказалась бездомной, так как её родители умерли. В итоге Йорк в восемнадцатилетнем возрасте перебралась в Лос-Анджелес, где жила у старшего брата. Она дебютировала на телевидении в 1984 году, в роли подруги героини Шарлин Тилтон в сериале «Даллас» и в последующие десятилетия сыграла порядка семидесяти ролей.
Йорк сыграла роль Наоми Джадд, матери Вайнонны Джадд в мини-сериале 1995 года «Наоми и Вайнонна», которая принесла ей значительную похвалу от критиков. На телевидении она снялась в недолго просуществовавших сериалах «Путь Аарона» (1988) и «Месть без предела» (1998—1999), а в 2012 году имела регулярную роль в первом сезоне шоу «Список клиентов». Большей известности, однако, она добилась благодаря периодической роли политика Андреа Уайтт в сериале «Западное крыло» (2000—2006).
Йорк на протяжении своей карьеры появилась в ряде фильмов, среди которых были «Протокол» (1984), «Аламо: 13 дней славы» (1987), «Выписка» (1989), «Холодные ноги» (1989), «Взгляд в прошлое» (1990), «Я люблю тебя до смерти» (1990), «Дикие сердца никогда не сдаются» (1991), «Секс, ложь, безумие» (1993), «Сезон в чистилище» (1996), «Спецназ» (1997), «Большой день» (2001), «Столкновение» (2004), «Роковая ошибка» (2006), «Апофеоз» (2007), «Играть по-честному» (2008), «Перед классом» (2008), «Шаги» (2010) и «Стрингер» (2014).

## Избранная фильмография
| Год       |   | Русское название      | Оригинальное название | Роль           |
| --------- | - | --------------------- | --------------------- | -------------- |
| 2006—2008 | с | Отчаянные домохозяйки | Desperate Housewives  | Моник Полье    |
| 2007      | с | Доктор Хаус           | House                 | доктор Шаффер  |
| 2013      | с | Месть                 | Revenge               | Шила Лури      |
| 2014      | с | Настоящая кровь       | True Blood            | Мэделин Капнек |